# Building a Building
Building a Building (bra: Arranhando o Céu) é um curta-metragem de animação, lançado em 1933 e produzido pela Walt Disney Productions. Foi dirigido por David Hand, com as vozes de Walt Disney como Mickey, Marcellite Garner como Minnie, e Billy Bletcher como Bafo de Onça. Foi a 51.ª curta-metragem do Mickey Mouse.
O filme foi indicado ao Óscar de melhor curta-metragem de animação em 1934, porém acabou perdendo para Three Little Pigs.

## Elenco
- Walt Disney como  Mickey Mouse
- Marcellite Garner como Minnie Mouse
- Pinto Colvig como João Bafo-de-Onça